# 2267 Agassiz
För andra betydelser, se Agassiz.
2267 Agassiz eller 1977 RF är en asteroid i huvudbältet som upptäcktes den 9 september 1977 av Harvard College Observatory. Den är uppkallad efter Louis Agassiz.
Asteroiden har en diameter på ungefär 5 kilometer.